# Дядина
Дядина — упразднённая деревня в Жигаловском районе Иркутской области России. Входила в состав Головского сельского поселения. Исключена из учётных данных в 1998 году.

## География
Находился на правом берегу реки Лена, в месте впадения в неё реки Сухуша, в 28 км к северо-востоку от деревни Головское.

## История
По данным на 1926 год село Дядино состояло из 36 хозяйств. В административном отношении входило в состав Суровского сельсовета Жигаловского района Иркутского округа Сибирского края.
Постановлением губернатора Иркутской области от 21 сентября 1998 года № 574-п деревня исключена из учётных данных.

## Население
По данным переписи 1926 года в селе проживало 128 человек (102 мужчины и 126 женщин), основное население — русские.

## Церковь
В 1910-е годы в селе была построена деревянная церковь Пресвятой Троицы. В 1930-е годы закрыта, изначально использовалась под клуб, а затем под склад зерна. В 1990 году, за счет киностудии «Ленфильм» была перевезена в музей Тальцы. В 2019 году отреставрирована.